# ماركو باربا
ماركو باربا (بالإسبانية: Marco Barba)‏ هو سائق سيارة سباق إسباني، ولد في 10 نوفمبر 1985 في إشبيلية في إسبانيا.

## روابط خارجية
- ماركو باربا على موقع DriverDB.com (الإنجليزية)